# 70. ceremonia wręczenia Oscarów
70. ceremonia rozdania Oscarów odbyła się 23 marca 1998 roku w Shrine Auditorium w Los Angeles.
Najwięcej, bo aż 11 Oscarów (spośród 14 nominacji) otrzymał film Titanic w reżyserii Jamesa Camerona.

## Dodatkowe informacje
- Titanic wyrównał rekord 14 nominacji należący do Wszystko o Ewie.
- Titanic zdobył 11 Oscarów, wyrównując rekord Ben Hura.
- Helen Hunt jest pierwszą aktorką grającą w serialu telewizyjnym, która zdobyła Oscara w kategorii najlepsza aktorka pierwszoplanowa. Wcześniej Goldie Hawn i Cloris Leachman udało się to samo, ale zdobywały one nagrodę dla najlepszej aktorki drugoplanowej.
- Woody Allen dostał swoją 13 nominację za scenariusz.
- Wśród nominowanych reżyserów, dla wszystkich była to pierwsza nominacja, z wyjątkiem Petera Cattaneo, który był nominowany za film krótkometrażowy w 1990 roku.
- Billy Crystal zdobył Nagrodę Emmy za prowadzenie ceremonii.
- Z okazji jubileuszowej 70 ceremonii zaproszono 132 żyjących aktorów, aby zajęli miejsce na scenie w celu zrobienia „Portretu rodzinnego”. Aż 70 osób potwierdziło swoje przybycie. Największy aplauz wzbudził widok Luise Rainer, która zdobyła Oscara dwa lata z rzędu w 1936 i 1937 roku. Marlon Brando i George C. Scott, którzy wcześniej odmówili przyjęcia Oscara nie zostali zaproszeni.

## „Ku pamięci”
Krótki materiał filmowy o ludziach filmu, którzy odeszli w przeciągu ostatniego roku.
W roli prezenterki wystąpiła Whoopi Goldberg.
Wspominano następujących ludzi filmu: Lloyd Bridges, Richard Jaeckel, Saul Chaplin (kompozytor), Stanley Cortez (operator), William Hickey, Paul Jarrico (scenarzysta), Dorothy Kingsley (scenarzystka), Sydney Guilaroff (hairstylist), William H. Reynolds (montażysta), Billie Dove, Jacques-Yves Cousteau (autor filmów dokumentalnych), Stubby Kaye, Red Skelton, Dawn Steel (producent), Toshirō Mifune, Brian Keith, Chris Farley, Leo Jaffe (kierownik produkcji), Samuel Fuller (reżyser), Burgess Meredith, J.T. Walsh, Robert Mitchum oraz James Stewart.

## Prezenterzy
- Aktor drugoplanowy: Cuba Gooding Jr.
- Kostiumy: Elisabeth Shue
- Aktorka drugoplanowa: Mira Sorvino
- Dźwięk: Cameron Diaz
- Montaż efektów dźwiękowych: Mike Myers
- Efekty wizualne: Helen Hunt
- Filmy krótkometrażowe: Matt Damon, Ben Affleck
- Aktorka pierwszoplanowa: Geoffrey Rush
- Muzyka w dramacie: Antonio Banderas
- Muzyka w musicalu lub komedii: Jennifer Lopez
- Charakteryzacja: Drew Barrymore
- Montaż: Samuel L. Jackson
- Nagrody naukowe i techniczne: Ashley Judd
- Nagroda honorowa dla Stanleya Donena: Martin Scorsese
- Piosenka: Madonna
- Krótkometrażowy film dokumentalny: Djimon Hounsou
- Film dokumentalny: Robert De Niro
- Scenografia: Meg Ryan
- „70 lat Oscarów”:  Robin Williams
- Aktor pierwszoplanowy: Frances McDormand
- Film obcojęzyczny: Sharon Stone
- Nagrody za scenariusz: Jack Lemmon, Walter Matthau
- Zdjęcia: Denzel Washington
- „Rodzinny album Oscara” – 70 Acting Oscar Winners: Susan Sarandon
- Reżyser: Warren Beatty
- Film: Sean Connery

(zapowiedzi: Arnold Schwarzenegger, Alec Baldwin, Matt Dillon, Geena Davis, Sigourney Weaver)

## Wykonawcy piosenek
- „Journey to the Past” – Aaliyah (zapowiedziana przez Neve Campbell)
- „Go the Distance” – Michael Bolton (zapowiedziany przez Neve Campbell)
- „How Do I Live” – Trisha Yearwood (zapowiedziana przez Madonnę)
- „Miss Misery” – Eliott Smith (zapowiedziany przez Madonnę)
- „My Heart Will Go On” – Céline Dion (zapowiedziana przez Madonnę)

## Lista nominacji i zwycięzców

### Najlepszy film
- James Cameron, Jon Landau – Titanic
- James L. Brooks, Bridget Johnson, Kristi Zea – Lepiej być nie może
- Uberto Pasolini – Goło i wesoło
- Lawrence Bender – Buntownik z wyboru
- Arnon Milchan, Curtis Hanson, Michael G. Nathanson – Tajemnice Los Angeles

### Najlepszy aktor w roli głównej
- Jack Nicholson – Lepiej być nie może
- Robert Duvall – Apostoł
- Matt Damon – Buntownik z wyboru
- Peter Fonda – Złoto Uleego
- Dustin Hoffman – Fakty i akty

### Najlepszy aktor w roli drugoplanowej
- Robin Williams – Buntownik z wyboru
- Anthony Hopkins – Amistad
- Greg Kinnear – Lepiej być nie może
- Burt Reynolds – Boogie Nights
- Robert Forster – Jackie Brown

### Najlepsza aktorka w roli głównej
- Helen Hunt – Lepiej być nie może
- Julie Christie – Miłość po zmierzchu
- Judi Dench – Jej wysokość pani Brown
- Kate Winslet – Titanic
- Helena Bonham Carter – Miłość i śmierć w Wenecji

### Najlepsza aktorka w roli drugoplanowej
- Kim Basinger – Tajemnice Los Angeles
- Julianne Moore – Boogie Nights
- Minnie Driver – Buntownik z wyboru
- Joan Cusack – Przodem do tyłu
- Gloria Stuart – Titanic

### Najlepsza scenografia
- Peter Lamont, Michael Ford – Titanic
- Jan Roelfs, Nancy Nye – Gattaca – szok przyszłości
- Dante Ferretti, Francesca Lo Schiavo – Kundun – życie Dalaj Lamy
- Jeannine Oppewall, Jay Hart – Tajemnice Los Angeles
- Bo Welch, Cheryl Carasik – Faceci w czerni

### Najlepsza charakteryzacja
- Rick Baker, David LeRoy Anderson – Faceci w czerni
- Lisa Westcott, Veronica Brebner, Beverly Binda – Jej wysokość pani Brown
- Tina Earnshaw, Greg Cannom, Simon Thompson – Titanic

### Najlepsze zdjęcia
- Russell Carpenter – Titanic
- Janusz Kamiński – Amistad
- Roger Deakins – Kundun – życie Dalaj Lamy
- Dante Spinotti – Tajemnice Los Angeles
- Eduardo Serra – Miłość i śmierć w Wenecji

### Najlepsze kostiumy
- Deborah Lynn Scott – Titanic
- Ruth E. Carter – Amistad
- Dante Ferretti – Kundun – życie Dalaj Lamy
- Janet Patterson – Oskar i Lucinda
- Sandy Powell – Miłość i śmierć w Wenecji

### Najlepsza reżyseria
- James Cameron – Titanic
- Peter Cattaneo – Goło i wesoło
- Gus Van Sant – Buntownik z wyboru
- Curtis Hanson – Tajemnice Los Angeles
- Atom Egoyan – Słodkie jutro

### Najlepszy film dokumentalny
- Marvin Hier i Richard Trank – Długa droga do domu
- Spike Lee i Sam Pollard – Cztery małe dziewczynki
- Michael Paxton – Ayn Rand: A Sense of Life
- Michèle Ohayon i Julia Schachter – Colors Straight Up
- William Gazecki i Dan Gifford – Waco: The Rules of Engagement

### Najlepszy krótkometrażowy film dokumentalny
- Donna Dewey, Carol Pasternak – A Story of Healing
- George Casey, Paul Novros – Alaska: Spirit of the Wild
- Kieth Merrill, Jonathan Stern – Amazon
- Terri Randall – Family Video Diaries: Daughter of the Bride
- Mel Damski, Andrea Laugrund – Still Kicking: The Fabulous Palm Springs Follies

### Najlepszy montaż
- Conrad Buff, James Cameron, Richard A. Harris – Titanic
- Richard Francis-Bruce – Air Force One
- Richard Marks – Lepiej być nie może
- Pietro Scalia – Buntownik z wyboru
- Peter Honess – Tajemnice Los Angeles

### Najlepszy film nieanglojęzyczny
- Holandia – Charakter, reż. Mike van Diem
- Brazylia – Cztery dni we wrześniu, reż. Bruno Barreto
- Hiszpania – Sekrety serca, reż. Montxo Armendáriz(inne języki)
- Niemcy – Tamta strona ciszy, reż. Caroline Link
- Rosja – Złodziej, reż. Pawieł Czuchraj

### Najlepsza muzyka w dramacie
- James Horner – Titanic
- John Williams – Amistad
- Danny Elfman – Buntownik z wyboru
- Philip Glass – Kundun – życie Dalaj Lamy
- Jerry Goldsmith – Tajemnice Los Angeles

### Najlepsza muzyka w musicalu lub komedii
- Anne Dudley – Goło i wesoło
- Stephen Flaherty, Lynn Ahrens, David Newman – Anastazja
- Hans Zimmer – Lepiej być nie może
- Danny Elfman – Faceci w czerni
- James Newton Howard – Mój chłopak się żeni

### Najlepsza piosenka
- „My Heart Will Go On” – Titanic – muzyka: James Horner; słowa: Will Jennings
- „Journey to the Past” – Anastazja – muzyka: Stephen Flaherty; słowa: Lynn Ahrens
- „How Do I Live” – Con Air – lot skazańców – Diane Warren
- „Miss Misery” – Buntownik z wyboru – Elliott Smith
- „Go the Distance” – Herkules – muzyka: Alan Menken; słowa: David Zippel

### Najlepszy dźwięk
- Gary Rydstrom, Tom Johnson, Gary Summers, Mark Ulano – Titanic
- Paul Massey, Rick Kline, Doug Hemphill, Keith A. Wester – Air Force One
- Kevin O’Connell, Greg P. Russell, Art Rochester – Con Air – lot skazańców
- Randy Thom, Thom Johnson, Dennis S. Sands, William B. Kaplan – Kontakt
- Andy Nelson, Anna Behlmer, Kirk Francis – Tajemnice Los Angeles

### Najlepszy montaż efektów dźwiękowych
- Tom Belfort, Christopher Boyes – Titanic
- Mark P. Stoeckinger, Per Halberg – Bez twarzy
- Mark A. Mangini – Piąty element

### Najlepsze efekty wizualne
- Robert Legato, Mark A. Lasoff, Thomas L. Fisher, Michael Kanfer – Titanic
- Dennis Muren, Stan Winston, Randy Dutra, Michael Lantieri – Zaginiony świat: Jurassic Park
- Phil Tippett, Scott E. Anderson, Alec Gillis, John Richardson – Żołnierze kosmosu

### Najlepszy krótkometrażowy film animowany
- Jan Pinkava – Gra w szachy
- Joanna Quinn – Famous Fred
- Steve Moore – Redux Riding Hood
- Aleksandr Petrov – Rusalka
- Sylvain Chomet – La Vielle dame et les pigeons

### Najlepszy krótkometrażowy film aktorski
- Chris Tashima, Chris Donahue – Wizy i honor
- Pearse Moore, Tim Loane – Dance Lexie Dance
- Roger Goldby, Barney Reisz – It's Good to Talk
- Birger Larsen, Thomas Lydholm – Skal vi væew kærester
- Sylvain Chomet – La Vielle dame et les pigeons

### Najlepszy scenariusz oryginalny
- Matt Damon, Ben Affleck – Buntownik z wyboru
- Mark Andrus, James L. Brooks – Lepiej być nie może
- Paul Thomas Anderson – Boogie Nights
- Woody Allen – Przejrzeć Harry’ego
- Simon Beaufoy – Goło i wesoło

### Najlepszy scenariusz adaptowany
- Brian Helgeland, Curtis Hanson – Tajemnice Los Angeles
- Paul Attanasio – Donnie Brasco
- Atom Egoyan – Słodkie jutro
- Hilary Henkin, David Mamet – Fakty i akty
- Hossein Amini – Miłość i śmierć w Wenecji

### Oscar Honorowy
- Stanley Donen – za pracę, która charakteryzowała się gracją, elegancją i innowacją

### Nagroda im. Gordona E. Sawyera
- Don Iwerks